# Пантовые ванны
Па́нтовые ванны — процедура в альтернативной медицине с применением свежего водного экстракта из вываренных рогов марала или раствора БАД его концентрата. Показаниями к использованию пантовых ванн, по мнению сторонников этого метода лечения, являются заболевания сердечно-сосудистой системы, опорно-двигательного аппарата, мочеполовой системы, сниженный иммунитет и общая усталость организма.
Для мараловодческих хозяйств пантовые ванны являются основным способом привлечения туристов.

## История развития пантового хозяйства
Процесс одомашнивания марала начался в 1792 году братьями Шарыповыми, которые провели отлов в районе реки Бухтармы на Юго—Западном Алтае.
До 1970-х годов международный рынок пантопродуктов был разделён между СССР, Китаем и Южной Кореей. Однако, уже начиная, с 1980-х годов появились новые участники на рынке пантового оленеводства и мараловодства — Новая Зеландия, Австралия и Канада.

## Противопоказания
Общие противопоказания для бальнеологических процедур:
- Онкологические заболевания;
- Доброкачественные новообразования, склонные к росту;
- Туберкулез легких в фазе обострении;
- Инфекционные заболевания;
- Беременность;
- Свежие переломы;
- Обширные повреждения кожи;
- Острые внутрисуставные повреждения;
- Гипертоническая болезнь 3 ст.;
- Наличие обострения аллергических заболеваний.

## Места приёма ванн
Принятие пантовых ванн распространено в странах, где развито мараловодческое и оленеводческое хозяйства — Австралия, Новая Зеландия, Канада, Тайвань, Южная Корея и Россия, Казахстан . Если говорить о распространённости хозяйств в России, то здесь лидирует по поголовью маралов и оленей Республика Алтай и Алтайский край. Помимо Алтая имеются хозяйства на Северном Кавказе, в Новосибирской, Кемеровской, Калининградских областях. На Алтае этот древнейший способ лечения имеют развитую индустрию в традиционных районах разведения маралов и оленей — Усть-Коксинский, Усть-Канский, Шебалинский, Онгудайский районы Республики Алтай, а также Солонешенский, Чарышский и Алтайский районы Алтайского края, на которые приходится порядка 93% всего поголовья маралов и оленей России. Оленей выращивают на специальных фермах и каждую весну в период гормональной активности, когда в рогах значительно увеличивается уровень содержания биоактивных соединений, макро- и микроэлементов, специалисты срезают рога. Панты алтайского марала и пятнистого оленя сторонники этого метода лечения считают самым лучшим сырьем для приготовления препаратов, так как их исцеляющая активность, по их мнению, значительно выше. И объяснение этому они видят не в особенностях животного, а исключительно в месте его обитания, из-за чего ежегодно фармацевтические компании Южной Кореи и Китая скупают до 90% всех пант алтайских маралов и оленей.